# Odolan
Odolan, Odolen, Odylen – imię męskie pochodzenia słowiańskiego. Pochodzi od słowa: "(p)odołać" - oprzeć się, stawić opór, pokonać.
Odolen imieniny obchodzi 18 listopada (według kalendarza czeskiego).
Przybywoj i Odolan (Odylen)  byli przywódcami buntu przeciw objęciu władzy przez Bolesława I Chrobrego po śmierci Mieszka I; są to także pierwsi zapisani Polacy nienależący do rodu książęcego.